# Trachyphonus erythrocephalus
El barbudo cabecirrojo (Trachyphonus erythrocephalus) es una especie de ave piciforme de la familia Lybiidae que vive en el este de África. Habita en terrenos accidentales y anida y descansa en túneles excavados en terraplenes. Es una especie omnívora que se alimenta de semillas, frutos e invertebrados. Algunas tribus locales como los masáis usan sus pluma de adorno.

## Descripción

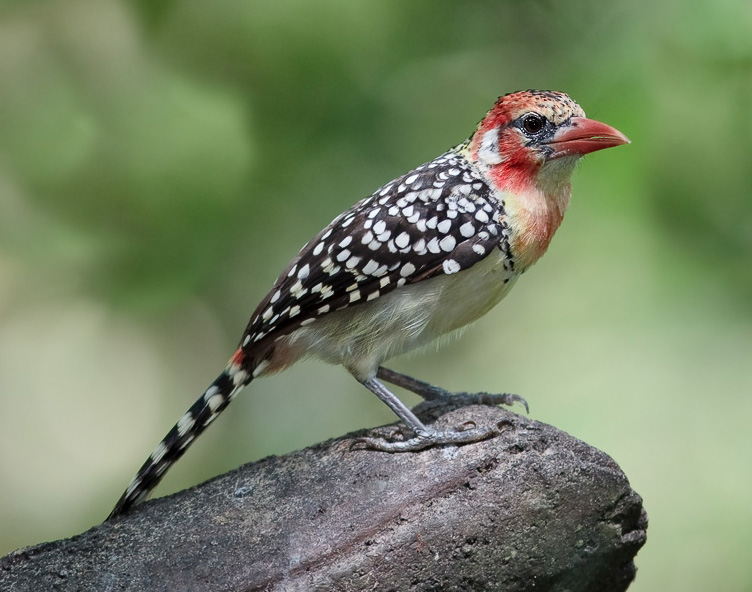
Hembra adulta.

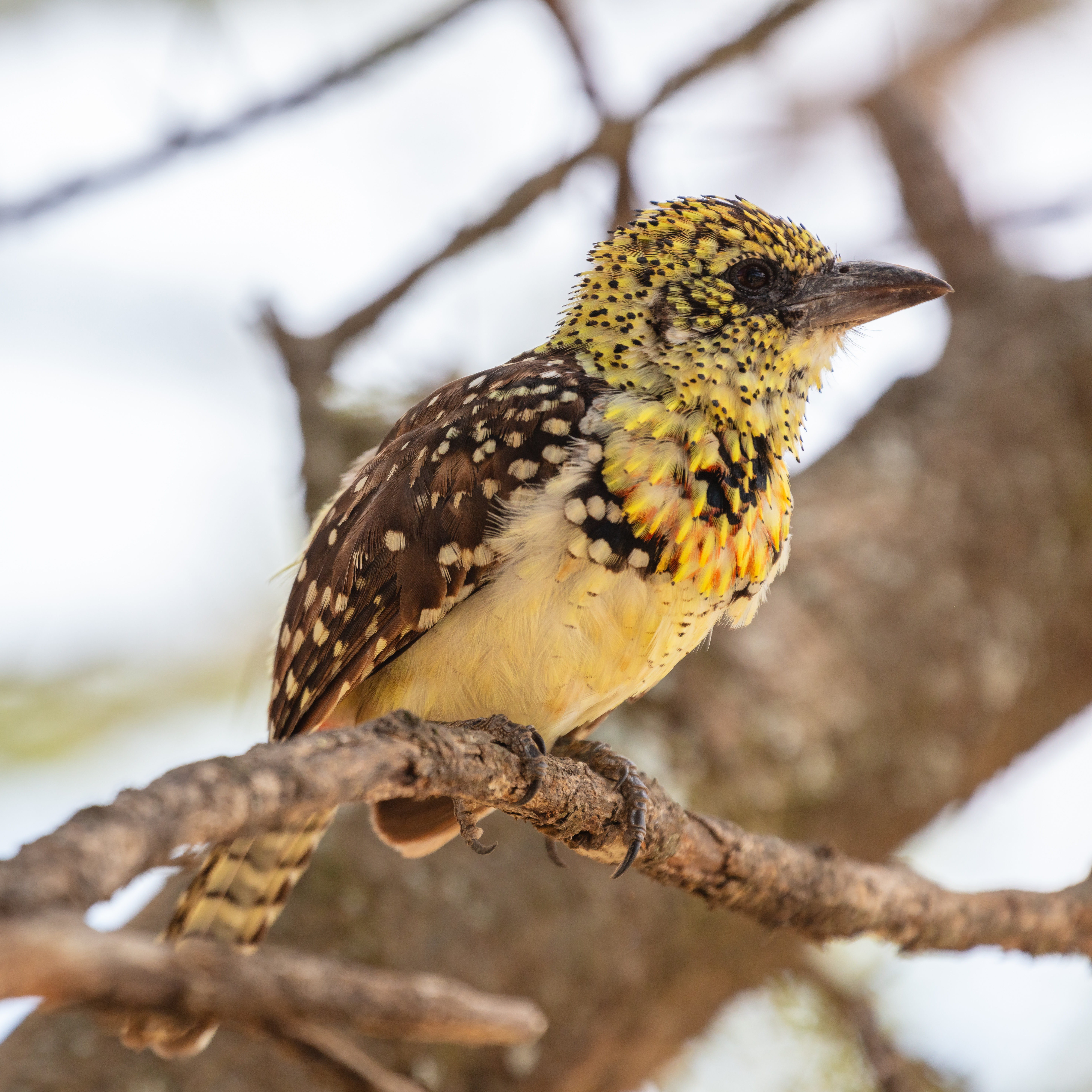
Ejemplar en el parque nacional Serengueti, Tanzania.

Los machos adultos de barbudo cabecirrojo tienen un plumaje muy llamativo negro, amarillo, rojo y blanco. Su espalda y alas son negras con motas amarillas, mientras que sus partes inferiores son principalmente amarillas, salvo ciertos tintes rojos en el pecho una lista negra moteada que separa el pecho del vientre. Los laterales de su cabeza son principalmente rojos con ciertos tonos anaranjados, su frente y píleo son negros y ligeramente crestados, su nuca es roja y anaranjada con motas negras, y además tienen una mancha blanca en la parte posterior de la mejilla. Su garganta es amarilla con una mancha negra en su centro. Su cola es pardo negruzca con listas amarillentas. Su largo y robusto pico generalmente es rojizo. Sus anillos oculares son de color gris oscuro o negro, mientras que los ojos son ocres o castaños. Sus patas son de color gris azulado.
Las hembras son similares a los machos, aunque de tonos más apagados, con zonas rojas y anaranjadas más reducidas, sustituidas por amarillo de tonos menos intensos. Además las hembras carecen de la mancha negra en el centro de su garganta y no tienen el píleo negro sino claro monteado en negro. Los juveniles son similares a las hembras, aunque tienen menos motas blancas en la espalda y las zonas negras son pardas. Sus anillos oculares son grises.

## Distribución y hábitat
La subespecie nominal, Trachyphonus erythrocephalus erythrocephalus, se encuentra desde el centro de Kenia hasta el noreste de Tanzania. Trachyphonus erythrocephalus versicolor se encuentra desde el este de Sudán del Sur, y el noreste de Uganda, hasta el sur de Etiopía y el norte de Kenia. Trachyphonus erythrocephalus shelleyi se encuentra en Somalia y el este de Etiopía.
Esta especie evita los zonas muy abiertas y los bosques densos, sino que prefiere los terrenos accidentados como los lechos fluviales, barrancos y terrenos de termiteros. Anidan y descansan en túneles excavados en los terraplenes y taludes y se alimentan en el suelo o cerca de él.

## Alimentación
Los barbudos cabecirrojos son omnívoros y se alimentan de semillas, frutos e invertebrados.